# 公爵夫人剧院
公爵夫人剧院（Duchess Theatre）是一个西区剧院，位于英国伦敦西敏市凯瑟琳街。
公爵夫人剧院于1929年11月25日开幕，是最小的西区剧院之一，仅有494个座位。其设计者为埃文·巴尔。列为II级登录建筑.